# Menachem Mazuz
Menachem (Meni) Mazuz, né le 30 avril 1955 à Djerba (Tunisie), est un juriste et homme politique israélien.

## Biographie
Menachem Mazuz est le cinquième d'une famille de neuf enfants. En 1956, sa famille émigre en Israël à Netivot.
Après son service militaire, il étudie le droit à l'université hébraïque de Jérusalem, où il se spécialise en droit public et administratif. 
À la fin de ses études, il intègre le ministère de la Justice. 
Il vit à Jérusalem. Il est marié et a deux enfants.

### Vie publique
À partir de 1991, Menachem Mazuz intervient sur divers sujets de droit liés aux accords avec la Jordanie et l'Autorité palestinienne.
En 1995, il est nommé procureur général adjoint, puis procureur général en 2004, en remplacement d'Elyakim Rubinstein, nommé à la Cour Suprême. Cette nomination intervient alors que le Premier ministre de l'époque, Ariel Sharon, est poursuivi avec ses deux fils pour des irrégularités concernant le financement de sa campagne électorale. Contrairement à son prédécesseur, Menachem Mazuz prend le dossier à cœur, et obtient la mise en examen d'un des fils du chef du gouvernement, Omri Sharon, laissant Ariel Sharon lui-même et son autre fils Gilad exempts de charges[réf. nécessaire].
Il démissionne de la Cour Suprême en 2020 afin de marquer son opposition aux représailles systématiques consistant à démolir les maisons de militants palestiniens, jugeant cette pratique « barbare et même contraire à l’éthique juive ». Il était sur cette question systématiquement mis en minorité au sein de la Cour Suprême.